# Tu viện Studenica
Tu viện Studenica (tiếng Serbia: Манастир Студеница / Manastir Studenica), phát âm [mânastiːr studɛ̌nit͡sa]) là một tu viện Giáo hội Chính thống Serbia thế kỷ 12 nằm cách 39 kilômét (24 mi) về phía tây nam Kraljevo và 40,9 kilômét (25,4 mi) về phía đông của Ivanjica, miền trung Serbia. Đây là một trong số những tu viện chính thống Serbia lớn và giàu có nhất. Stefan Nemanja là người sáng lập ra nhà nước Serbia thời Trung Cổ đã thành lập tu viện vào năm 1190. Bên trong các bức tường kiên cố của tu viện bao gồm hai nhà thờ là Nhà thờ Đức Mẹ Đồng Trinh và Nhà thờ của Đức Vua, cả hai đều được xây dựng bằng đá cẩm thạch trắng. Tu viện được biết đến với những bức tranh bích họa mang phong cách nghệ thuật Byzantine có từ thế kỷ 13 và 14.
Studenica được tuyên bố là Di tích Văn hóa có Tầm quan trọng Đặc biệt vào năm 1979 và đến năm 1986 nó đã được UNESCO công nhận là Di sản thế giới